# Galați
Galați (česky Galac, polsky Gałacz) je město ve východním Rumunsku, ve stejnojmenné župě a je zároveň i jejím hlavním městem. Leží nedaleko hranice s Moldavskem a žije tu přibližně 218 tisíc obyvatel.

## Historie
Poprvé je město zmiňováno v roce 1445; roku 1789 ho vypálil ruský generál Kamensky. Díky svojí poloze na řece Dunaji se postupně vyvinulo město v sedmé největší v zemi. V roce 1948 tu vznikla univerzita, svůj status má ale až od roku 1974.

## Charakter města
V Galați se nachází mnoho přístavů a loděnice, chemické a potravinářské závody. Kromě toho slouží město jako dopravní křižovatka, je zde letiště a směřuje sem mnoho železničních tratí i silnic. V centru pak je knihovna, galerie, muzeum, televizní věž a barokní kostely.

## Podnebí
V Galați je kontinentální klima. Takže velké rozdíly teplot mezi létem a zimou a málo srážek. Toto je způsobeno velkou vzdáleností od oceánu.

## Partnerská města
- Ancona, Itálie
- Bombaj, Indie, 2007
- Brindisi, Itálie, 2007

Pravoslavná Katedrála sv. Jiří v Galați

- Coventry, Spojené království, 1963
- Hammond, Indiana, USA, 1997
- Jalta, Ukrajina, 2002
- Jesi, Itálie, 2003
- Limón, Kostarika, 1992
- Mykolajiv, Ukrajina, 2002
- Oděsa, Ukrajina, 2002
- Pessac, Francie, 1991
- Pireus, Řecko, 1985
- Scottsbluff, Nebraska, USA, 2007
- Sevastopol, Ukrajina, 2002
- Wu-chan, Čína, 1987